# Le Coup de trois
Pour plus de détails, voir Fiche technique et Distribution.
Le Coup de trois est un film français réalisé par Jean de Limur, sorti en 1936.

## Fiche technique
- Titre : Le Coup de trois
- Réalisation : Jean de Limur
- Scénario : Charles Lederlé
- Dialogues : Guy d'Abzac et Ninon Steinhoff
- Musique : Michel Michelet (Michel Lévine) et Jean Yatove
- Société de production : Compagnie parisienne de location de films (C.P.L.F.)
- Format : Noir et blanc — 35 mm — 1,37:1 — Son : Mono
- Pays de production :  France
- Genre : Comédie
- Durée : 80 minutes (1 h 20)
- Date de sortie : 
  - France : 17 avril 1936 (avant-première au Grand Rex) ; 29 mai 1936 (sortie générale)[1]

## Distribution
- René Lefèvre : M. Popolka
- Jeanne Fusier-Gir : Mme Popolka
- Simone Vaudry : Rosette
- Maurice de Canonge : le marchand de poissons
- Gautier-Sylla[2] : M. Walther
- Véra Flory : Eva
- Lilian Constantini : Mme Walther
- Pierre Etchepare : M. Freudenblick
- Max Régnier : le secrétaire du commissaire
- Arabelle : la danseuse